# رادیوی عمومی ارمنستان
رادیو ملی ارمنستان (ارمنی: Հայաստանի Հանրային Ռադիո، Hayastani Hanrayin Radio Djsy; Armradio) ایستگاه رادیویی عمومی ارمنستان است. رادیو دولتی ارمنستان در سال ۱۹۲۶ تأسیس شد و یکی از بزرگترین شرکت‌های پخش در ارمنستان است. رادیو عمومی دارای سه کانال ملی است. در طول این سال‌ها وظیفه رادیو عمومی جمع‌آوری، ضبط، پخش و حفظ فرهنگ و تاریخ ارمنستان بوده‌است. رادیو عمومی ارمنستان دارای چهار ارکستر و بزرگترین و ثروتمندترین آرشیو صدا در ارمنستان است.

## آغاز برنامه‌های منظم رادیوارمنی
در ۱ سپتامبر ۱۹۲۶، اولین برنامه رادیویی آزمایشی (۲۵ دقیقه ای) به نام «صدای ایروان» در ارمنستان پخش شد. اولین برنامه‌های آزمایشی عمدتاً برنامه‌های موسیقی محلی بود که به‌طور منظم توسط خبرهای محلی قطع می‌شد و اولین ایستگاه رادیویی در ارمنستان اجرا می‌شد. این امر دیدگاه‌های گسترده‌ای را برای حرکت حرکت رادیویی آماتور، رادیو اکتیو و برنامه‌ریزی توسعه شبکه‌های رادیویی و سیمی پخش می‌شود. ایجاد ایستگاه رادیویی امکان استفاده از پخش رادیو به عنوان یکی از کارآمدترین رسانه‌های جمعی برای اطلاع‌رسانی و آموزش مردم بود. به همین دلیل است که برنامه‌های رادیویی انتظار دارند که چنین موضوعاتی را پوشش دهند که مردم را از تخصص‌های مختلف و نیازهای آنها مورد توجه قرار دهند.
نشریات رادیوی ملی ارمنی در ۱۵ ژوئن سال ۱۹۲۷ راه اندازی شده‌است. در سالهای اول از آن، شعاع پخش رادیوی تنها ایروان و روستاهای اطراف آن بود. در سال ۱۹۲۷، با کمک رادیوگرامهای فعال در جمهوری، ۲۵ روستا تابش شد، ۴۰ سال بعد، تعداد گیرنده‌های رادیویی به ۲۰۰ رسید، که ۸۰ تا از ان در ایروان بودند. در سال ۱۹۲۸، با تصمیم شورای SSR ارمنستان برای گسترش محدوده رادیو و آموزش متخصصین، مدیریت برنامه به هیئت نظارت برده شد و خدمات فنی به جامعه کمونیستی ارسال شد.

## اشاعه تئاتر دولتی، محیط زیست، خانه‌های فرهنگی
اشاعه تئاتر دولتی، خانه‌های فرهنگی، خانه‌های فرهنگی، رادیوهای نصب شده در مکان‌های عمومی، «گوشه‌های قرمز» در مراکز فرهنگی که جمعیت آن برای گوش دادن به برنامه‌های رادیو جمهوریخواه جمع‌آوری شد. در ابتدا هیچ گوینده ای در رادیو وجود نداشت، رادیوها توسط کارکنان رادیو یا نویسندگان مواد منتخب اداره شده بود.

## اولین گویندگان
از سال ۱۹۲۹، برنامه‌های رادیویی توسط میزبان، میزبان اول، ورگرینه بابیان و سورن کانانیان میزبانی شد. در اواخر سال ۱۹۲۹، کمیته رادیویی جمهوریخواه تأسیس شد که ۱۲ کارمند داشت و سالانه ۲۱۶۰ نفر را در اختیار داشت. در دهه ۱۹۳۰، ایستگاه رادیویی جمهوریخواه به‌طور قابل ملاحظه ای گسترش یافت، با خلاقیت و قابلیت‌های فنی رادیو برای پخش برنامه‌ها.